# Cachistocrazia
Per cachistocrazia o kakistocrazia (dal greco antico κάκιστος?, kákistos, "pessimo" e κράτος, krátos, "comando"), anche detta peggiocrazia, si intende un governo in cui il potere è affidato ai cittadini meno competenti e qualificati, dunque ai "peggiori". La parola è costruita come l'antonimo di "aristocrazia", che secondo la sua etimologia greca è il "governo dei migliori". Data la connotazione peggiorativa, la parola non viene mai usata come denominazione ufficiale di uno Stato, ma conosce solo usi di natura polemica e critica, sia nell'ambito della comunicazione politica informale e giornalistica, sia nell'ambito della filosofia politica e della sociologia del potere.

## Storia
Il primo uso attestato in lingua inglese della parola kakistocracy risale a un sermone del 1644 nel quale un sostenitore di Carlo I, Paul Gosnold, si scaglia contro gli "spiriti irrequieti" (i parlamentari e i presbiteriani) che, "avendo una perpetua voglia di cambiare e innovare", sono desiderosi di trasformare "la nostra monarchia ben temperata in un qualche folle tipo di kakistocrazia" (transforming ... our well-temperd Monarchy into a mad kinde of Kakistocracy). Nell'Ottocento il termine è consolidato, sebbene di uso sporadico e letterario, e si incontra ad esempio in una novella del 1829 dello scrittore inglese Thomas Love Peacock e nelle Memoir on Slavery (1838) del senatore statunitense William Harper.
In tedesco l'uso è attestato nella seconda metà del XVIII secolo. Nel 1783 lo storico August Ludwig von Schlözer scrive della "kakistocrazia in Olanda", e nel 1800 il matematico Abraham Gotthelf Kästner pubblica un breve componimento poetico in cui alla monarchia e all'aristocrazia è contrapposta la "kakistocrazia di Robespierre".
In italiano l'espressione kakistocrazia è usata in un epigramma di Vittorio Alfieri del 1797, raccolto nelle Rime, come stravolgimento sarcastico di "aristocrazia", per lamentare la fine della Repubblica di Venezia invasa dall'esercito di Napoleone:
(...) Scambio or vi diam, per l'ARistocrazìa,
La nostra santa KaKistocrazìa.»
L'espressione "cachistocrazia o cacistocrazia" è registrata nel Panlessico italiano, ossia dizionario universale della lingua italiana di Marco Bognolo (Venezia, 1839), dov'è definita semplicemente come "governo pessimo". Nell'Ottocento e nel Novecento le espressioni "cachistocrazia" o "kakistocrazia", pur restando colte, rare e parodistiche, continuano ad essere presenti nelle fonti letterarie e pubblicistiche, come ad esempio nel discorso del 1883 del vescovo di Foggia Marinangeli: qui la "cachistocrazia" sarebbe l'esito della statolatria hegeliana e della separazione laica tra Stato e Chiesa.

## Nella comunicazione politica
Nella comunicazione politica informale e giornalistica, il termine "kakistocrazia" conosce un uso sporadico, ma costante e consolidato, per stigmatizzare regimi politici, governanti e gruppi di potere di cui si lamenta l'incapacità a governare, l'incompetenza, la corruzione o l'autoritarismo. A titolo esemplificativo, il termine in tempi recenti è stato usato con intento polemico per descrivere:
- Gli Stati Uniti sotto la presidenza di Donald Trump[12][13]. Il termine ha conosciuto in questo caso una crescente diffusione tra il 2017 e il 2018[14].
- I governi conservatori di David Cameron[15], Theresa May[16] e Boris Johnson[17] nel Regno Unito.
- I governi di Boris Yeltsin e Vladimir Putin in Russia[18].
- Il governo di Abdel Fattah al-Sisi in Egitto[19].
- Vari governi in Africa subsahariana[20].
- Un'associazione a delinquere come la P2 in Italia[21].

Luigi Zingales ha usato il termine "peggiocrazia" per riferirsi all'assenza di fiducia in un sistema meritocratico e alla mancanza di una cultura della legalità, che in un libro del 2012 egli identifica tra le cause della crisi economica dell'Italia.

## In filosofia politica
Il termine "kakistocrazia" è stato usato più volte dal filosofo della politica Michelangelo Bovero, che ne ha proposto una ridefinizione originale.
Bovero chiama kakistocrazia una forma di governo che riunisce in sè la degenerazione della monarchia, dell'aristocrazia e della democrazia. Il riferimento è alla teoria dell’anaciclosi e della costituzione mista di Polibio, il quale aveva riportato il successo politico e militare di Roma alle virtù della sua costituzione, capace di integrare i pregi della monarchia, dell’aristocrazia e della democrazia. Bovero immagina una costituzione che sia la combinazione delle forme degeneri di queste tre forme di governo, cioè della tirannide, dell'oligarchia e dell'oclocrazia. Il risultato è appunto la kakistocrazia, in cui “la tendenza oclocratica plebea, quella oligarchica plutocratica e quella tirannica dittatoriale convergono sino a formare un'alleanza potente e vittoriosa”.
La kakistocrazia consiste perciò nell’antitesi della costituzione mista di Polibio o dell'“ottima Repubblica” di Campanella: è la pessima repubblica, il peggior governo, cioè il governo dei peggiori. Nella lettura di Bovero questo concetto avrebbe una capacità descrittiva e critica della crisi contemporanea della democrazia, che sarebbe soggetta alla spinta oclocratica verso la demagogia, il populismo e la volgarità, alla spinta oligarchica verso il neoliberismo e il predominio degli interessi economici più forti, e alla spinta tirannica verso l’accentramento cesaristico dei poteri in capo al leader.
Così inteso, il concetto di kakistocrazia è usato per analizzare e stigmatizzare le trasformazioni della società e della politica italiane, ed è entrato in circolazione a partire dai primi anni 2000 negli studi politologici e nel dibattito pubblico.